# Planodiscus
Planodiscus — рід паразитоморфних кліщів родини Uropodidae.

## Поширення
Рід поширений у Північній та Південній Америці.

## Спосіб життя
Мірмекофільна група, асоційована з кочовими мурахами родів Eciton (Eciton burchellii, Eciton drepanophorum, Eciton hamatum) і Neivamyrmex (Neivamyrmex gradualis). Ці кліщі прикріплюються тільки до ніг робочих мурах і переміщаються разом з ними. Він залишається непоміченим для господаря, оскільки його зовнішній покрив ідентичний оболонці ніг мурашки.

## Види
Рід містить 14 видів:
- Planodiscus Sellnick, 1926
  - Planodiscus borgmeieri Elzinga, 1990
  - Planodiscus burchelli Elzinga & Rettenmeyer, 1966
  - Planodiscus capillilatus Elzinga, 1991
  - Planodiscus cupiens Elzinga & Rettenmeyer, 1970
  - Planodiscus elongatus Elzinga & Rettenmeyer, 1970
  - Planodiscus elzingai (Hirsohmann, 1973)
  - Planodiscus foreli Elzinga & Rettenmeyer, 1970
  - Planodiscus furcatus Ramadan, 1997
  - Planodiscus hamatus Elzinga & Rettenmeyer, 1970
  - Planodiscus hirsuta (Banks, 1902)
  - Planodiscus kistneri Elzinga, 1991
  - Planodiscus mexicanus Elzinga, 1990
  - Planodiscus setosus Elzinga & Rettenmeyer, 1970
  - Planodiscus squamatim Sellnick, 1926